# Stati del Sacro Romano Impero (S)
Questo è un elenco degli stati del Sacro Romano Impero, inizianti per la lettera S:
| Nome | Tipologia | Provincia                           | Seggio | Formazione | Note |  |
| --- | --- | ----------------------------------- | ------ | --- | --- |  |
| Saarbrücken (Saarbrucken) | Contea |                                     |        | c1120 | 999: prima menzione del castellum Sarabrucca ai Vescovi di Metz ai Conti del Basso Saargau ai conti delle Ardenne 1353: Saarbrucken passa alla linea di Walram dei Conti di Nassau 1381-1793: ai Conti di Nassau-Saarburcken 1801-1815: alla Francia 1815: al Regno di Prussia |  |
| Saarwerden e Lahr | Contea |                                     |        | | |  |
| Sassenburg | |                                     |        | | ai Conti di Mark |  |
| Sagan | Ducato |                                     |        | | |  |
| San Biagio | Abbazia |                                     |        | | |  |
| San Emmeram St. Emmeram in Regensburg | Abbazia |                                     |        | | 830-975: Unita ad Augsburg 1500: Provincia Bavarese 1793: Consiglio dei Principi |  |
| San Gallo | Abbazia |                                     |        | 1207 | 1799: Annessa alla Repubblica Elvetica |  |
| San Gallo | 1401: Città Imperiale                                                                                             |                                     |        | | 1454: Associata alla Confederazione Svizzera 1648: Lascia l'impero 1798: nuovo Cantone di Säntis della Repubblica Elvetica 1803: Cantone di San Gallo |  |
| San Giorgio in Isny | Abbazia | Provincia Sveva                     |        | | 1793: Consiglio dei Principi |  |
| Sant'Uberto | Abbazia |                                     |        | | |  |
| San Giovanni im Turital | Abbazia del Sacro Romano Impero                                                                                   |                                     |        | | |  |
| San Kornelimünster St. Kornelimunster | Abbazia | Provincia del Basso Reno            |        | | 1793: Consiglio dei Principi |  |
| San Massimino | Abbazia del Sacro Romano Impero                                                                                   |                                     |        | | |  |
| San Pietro | Giurisdizione |                                     |        | | |  |
| San Pietro nella Foresta Nera | Abbazia |                                     |        | 1073 | |  |
| San Trudperto | Abbazia |                                     |        | | |  |
| Sant'Ulrizo e Santa Afra in Augsburg | Abbazia |                                     |        | | 1793: Consiglio dei Principi |  |
| Abbazia di Salem | Abbazia |                                     |        | | |  |
| Salm | 1019: Contea 1623: Principato del Sacro Romano Impero                                                             | n/a                                 | n/a    | 1019: Diviso da Saarbrücken | 1170: Diviso in Basso Salm (linea dei Signori di Reifferscheid) e Alto Salm (linea di "Wild- e Rheingrafen" o "dei Conti della Foresta e del Reno") 1639: Salm-Reifferscheid-Dyck separato dal Basso Salm 1651: l'Alto Salm diviso in Salm e Salm-Grumbach 1654: Consiglio dei Principi 1676: Salm divisa in Salm-Salm e Salm-Kyrburg 1734: il Basso Salm è diviso in Salm-Reifferscheid-Bedbur e Salm-Reifferscheid-Raitz |  |
| Salm, Alto Salm | 1163: Contea |                                     |        | 1170: Divisa da Salm | 1499: Elevata a Foresta e Rrhingraviato di Salm 1574: Diviso in Salm-Salm e Salm-Grumbach |  |
| Salm-Badenweiler | Contea | Provincia dell'Alto Reno            |        | 1431: Diviso dall'Alto Salm | 1520: Diviso in se stesso e Salm-Neuburg 1600: Annesso al Ducato di Lorena 1608: Ricreato 1670: Annesso alla Francia |  |
| Salm-Blankenburg | Contea | n/a                                 | n/a    | 1246: Diviso dall'Alto Salm | 1506: Annessoa al Ducato di Lorena |  |
| Salm-Dhaun Salm-Daun Conti della Forest e del Reno di Salm in Dhaun | 1263: Contea Fortesta e Rheingraviato (Lamngraviato del Reno)                                                     | Provincia dell'Alto Reno            | WF     | 1499: Divuiso dall'Alto Salm | 1263: Separato dall'Alto Salm 1499-1574: Parte di Salm 1574: Diviso in se stesso, Salm-Grumbach e Salm-Salm 1697: Diviso in se stesso e Salm-Puttlingen 1750: Parte di Salm-Grumbach 1750: Annesso a Salm-Puttlingen 1815: alla Prussia |  |
| Salm-Grumbach | Fortesta e Rhingraviato (Langraviato del Reno)                                                                    | Provincia dell'Alto Reno            | WF     | 1574: Diviso da Salm-Dhaun | 1668: Diviso in se stesso e Salm-Rheingrafenstein e Grehweiler 1801: Annesso alla Francia 1803: Rinominato Salm-Horstmar con l'aggiunta di nuovi territori |  |
| Salm-Hoogstraten | Altgraviato (Antico Langraviato)                                                                                  | Provincia dell'Alto Reno            | PR     | 1696: Divisa da Salm-Neuweiler | 1739: Rinominata Salm-Salm |  |
| Salm-Horstmar Conti della Foresta e del Reno di Salm in Horstmar | Contea | Provincia Sveva                     | SW     | 1803: Rinominata da Salm-Dhaun | 1269: Parte del Vescovato di Munster Acquisisce la Contea di Horstmar in Prussia e parte della Contea di Limpurg nel Wurttemberg 1806: Annessa a Berg 1810: Annessa dalla Francia 1815: alla Prussia 1816: Principato di Salm-Horstmar in Prussia |  |
| Salm-Kyrburg | Foresta e Rheingraviato (Langraviato del Reno)                                                                    | Provincia dell'Alto Reno            | WF     | 1499: Divisa dall'Alto Salm | 1607: Divisa in se stessa, Salm-Mörchingen e Salm-Tronecken 1681: Annessa a Salm-Mörchingen |  |
| Salm-Kyrburg Principe di Salm-Kyrburg, Principe Regnante di Ahaus, Bocholt e Gemen, Conte della Foresta di Dhaun e Kyrburg, Conte del Reno di Stein | 1086: Contea 1742: Principato                                                                                     | Provincia dell'Alto Reno            | PR     | | Acquisisce il Principato di Overijse e la Signoria di Leuze Pecq in Belgio Acquisisce la Signoria di Boxen e Meer-Gestel nei Paesi Bassi 1806: Aderisce alla Confederazione del Reno 1811: alla Francia 1813:alla Prussia 1905: Estinzione della linea; assunta dai Principi di Salm-Salm 1742: Divisa da Salm-Leuze 1815: alla Prussia |  |
| Salm-Leuze | Foresta e Rehingraviato, successivamente Principato                                                               |                                     | PR     | 1696: Divisa da Salm-Neuweiler | 1742: Divisa in se stessa e Salm-Kyrburg 1779: Annessa a Salm-Kyrburg |  |
| Salm-Mörchingen | Foresta e Rehingraviato                                                                                           | Provincia dell'Alto Reno            |        | 1607: Divisa da Salm-Kyrburg | 1688: Annessa a Salm-Neuweiler |  |
| Salm-Neuburg | Foresta e Rehingraviato Contea Palatina da 1629                                                                   | Provincia dell'Alto Reno            | WF     | 1520: Divisa da Salm-Badenweiler                                                                                                  | 1653: Ceduta a Sinzendorf 1784: Estinta |  |
| Salm-Neuweiler | Foresta a Regingraviato                                                                                           | Provincia dell'Alto Reno            |        | 1608: Divisa da Salm-Salm | 1696: Divisa in Salm-Hoogstraten e Salm-Leuze |  |
| Salm-Puttlingen | Foresta e Rehingraviato                                                                                           | Provincia dell'Alto Reno            |        | 1697: Divisa da Salm-Dhaun | 1748: Rinominata Salm-Dhaun |  |
| Salm-Reifferscheid | Altgraviato 1455: Contea                                                                                          | Provincia dell'Alto Reno            |        | 1416: Creata dall'unione del Basso Salm e Reifferscheid                                                                           | 1639: Separata dal Basso Salm 1693: Divisa in Salm-Reifferscheid-Bedbur e Salm-Reifferscheid-Dyck 1801-1813: Annessa dalla Francia 1815: alla Prussia |  |
| Salm-Reifferscheid-Bedbur | Contea Principato da 1803                                                                                         | Provincia dell'Alto Reno            | WF     | 1639: Divisa da Salm-Reifferscheid                                                                                                | 1734: Divisa in se stessa, Salm-Reifferscheid-Hainsbach e Salm-Reifferscheid-Raitz 1804: Rinominata Salm-Reifferscheid-Krautheim |  |
| Salm-Reifferscheid-Dyck Principe del Sacro Romano Impero di Salm, Duca di Hoogstraeten, Conte della Foresta di Dhaun e Kyrburg, Conte del Reno di Stein, Signore di Diemeringen, Anholt | Contea | Provincia del Basso Reno            | WF     | | 1806: Confederazione del Reno 1811: alla Francia 1813: alla Prussia 1816: Principe di Salm-Reifferscheid-Dyck in Prussia 1888: Estinzione della linea; ai Principi di Salm-Reifferscheid-Krantheim |  |
| Salm-Reifferscheid-Hainsbach | Contea |                                     |        | 1734: Divisa da Salm-Reifferscheid-Bedbur                                                                                         | |  |
| Salm-Reifferscheid-Krautheim | Principato | Provincia Sveva                     | SW     | 1804: Rinominato Salm-Reifferscheid-Bedbur                                                                                        | |  |
| Salm-Reifferscheid-Raitz | Contea 1790: Principato                                                                                           | n/a                                 | n/a    | 1734: Divisa da Salm-Reifferscheid-Bedbur                                                                                         | |  |
| Salm-Rheingrafenstein e Grehweiler | Foresta e Rehingraviato                                                                                           | Provincia dell'Alto Reno            | WF     | 1688: Divisa da Salm-Grumbach | |  |
| Salm-Salm | 1574: Contea Foresta e Rehingraviato 1623: Principato                                                             | Province dell'Alto e del Basso Reno | WF, PR | 1574: Divisa da Salm-Dhaun | 1608: Divisa in se stessa e Salm-Neuweiler 1738: Annessa a Salm-Hoogstraten |  |
| Salm-Salm Principe del Sacro Romano Impero di Salm, Duca di Hoogstraeten, Conte della Foresta di Dhaun e Kyrburg, Conte del Reno di Stein, Signore di Diemeringen, Anholt | Foresta e Rehingraviato 1623: Principato                                                                          | Province dell'Alto e del Basso Reno | WF, PR | 1739: Rinominata Salm-Hoogstraten                                                                                                 | |  |
| Salm-Tronecken | Foresta e Rehingraviato                                                                                           | Provincia dell'Alto Reno            |        | 1607: Divisa da Salm-Kyrburg | 1637: Annessa a Salm-Mörchingen |  |
| Salmannsweiler Salmansweiler | Abbazia | Provincia Sveva                     |        | | 1793: Consiglio dei Principi |  |
| Salisburgo | Principato Arcivescovile                                                                                          | Provincia Bavarese                  | EC     | c543 | c543: Vescovato 798: Arcivescovato 1278:voto 1500: Provincia Bavarese 1793: Consiglio dei Principi 1803: Secolarizzato come granducato formale per Ferdinando III di Toscana 1803: Granducato di Salisburgo 1803: Elettorato del Sacro Romano Impero di Salisburgo 1805: all'Austria |  |
| Sargans | Contea del Sacro Romano Impero                                                                                    |                                     |        | | 1500: all'Austria |  |
| Sarrebourg | Città Imperiale                                                                                                   | Provincia dell'Alto Reno            |        | | 1641: Annessa alla Francia |  |
| Saussenberg | Langraviato |                                     |        | | |  |
| Savoia | Ducato | Provincia dell'Alto Reno            | PR     | 1032 | 1031/32: Contea 1313: Principato del Sacro Romano Impero 1401: acquisizione della Contea di Ginevra 1416: Ducato 1419: riannette il principato di Piemonte 1582: Consiglio dei Principi 1792: Annessa alla Francia 1860: Ceduta alla Francia |  |
| Sax | Baronia |                                     |        | | |  |
| Sassonia | 850: Margraviato 888:Ducato 1356-1806: Elettorato 1806-1918: Regno                                                |                                     |        | | c850: Ludolf ottiene il Margraviato di Sassonia dall'Imperatore Ludovico il Germanico 961-1106: alla Casa di Billung 1106: ad Enrico il Coraggioso 1180: Enrico il Leone viene privato del Ducato di Sassonia 1485: Divisione in linea Albertina (successiva Sassonia Elettorale) e linea Ernestina (successivamente Duchi di Turingia e Sassonia) |  |
| Sassonia-Altenburg | 1602-1672: Ducato 1826-1918: Ducato                                                                               | Provincia dell'Alta Sassonia        | PR     | 1602: Divisione in Sassonia-Weimar                                                                                                | 1672-1825: In unione personale col Sassonia-Gotha |  |
| Sassonia-Coburg Duca di Sassonia-Coburg e Gotha, di Julich, Cleve e Berg, di Engern e Vestfalia, Langravio in Turingia, Margravio di Meissen, Conte Principesco di Henneberg, Conte di Mark e Ravensberg, Signore di Ravenstein e Tonna, etc. | 1596-1633: Ducato 1681-1699: Ducato                                                                               | Provincia dell'Alta Sassonia        | PR     | 1572: Divisa da Sassonia-Gotha | 1633: Annessa a Sassonia-Eisenach 1680: Divisa da Sassonia-Gotha 1699: Unita per formare il Sassonia-Coburgo-Saalfeld |  |
| Sassonia-Coburgo-Saalfeld | Ducato | Provincia dell'Alta Sassonia        | PR     | 1699: Creata dall'unione del Sassonia-Coburgo e del Sassonia-Saalfeld                                                             | |  |
| Sassonia-Eisenach | 1596-1638:Ducato 1640-1644: Ducato 1672-1806: Ducato                                                              | Provincia dell'Alta Sassonia        | PR     | 1572: Divisa da Sassonia-Gotha | 1638: Divisa in Sassonia-Weimar e Sassonia-Altenburg 1640: Divisa da Sassonia-Weimar 1644: Divisa in Sassonia-Weimar e Sassonia-Gotha 1662: Divisa da Sassonia-Weimar 1741: Unita a formare il Sassonia-Weimar-Eisenach |  |
| Sassonia-Eisenberg | Ducato | Provincia dell'Alta Sassonia        | PR     | 1680: Divisa da Sassonia-Gotha | 1707: Annessa a Sassonia-Gotha-Altenburg |  |
| Sassonia-Gotha | Ducato | Provincia dell'Alta Sassonia        | PR     | 1553: Divisa dalla Sassonia-Turingia                                                                                              | 1572: Divisa in Sassonia-Coburgo e Sassonia-Eisenach |  |
| Sassonia-Gotha | 1640-1680: Ducato                                                                                                 | Provincia dell'Alta Sassonia        | PR     | 1640: Divisa da Sassonia-Weimar                                                                                                   | 1680: Divisa in Sassonia-Coburgo, Sassonia-Eisenburg, Sassonia-Gotha-Altenburg, Sassonia-Hildburghausen, Sassonia-Meiningen, Sassonia-Römhild e Sassonia-Saalfeld |  |
| Sassonia-Gotha-Altenburg | Ducato | Provincia dell'Alta Sassonia        | PR     | 1680: Divisa dal Sassonia-Gotha                                                                                                   | |  |
| Sassonia-Hildburghausen | 1680: Ducato | Provincia dell'Alta Sassonia        | PR     | 1680: Divisa da Sassonia-Gotha | |  |
| Sassonia-Jena | Ducato | Provincia dell'Alta Sassonia        | PR     | 1662: Divisa da Sassonia-Weimar                                                                                                   | 1600: Divisa tra Sassonia-Weimar e Sassonia-Eisenach |  |
| Sassonia-Lauenburg | Ducato | n/a                                 | n/a    | 1260: Divisa dalla Sassonia | 1305: Divisa in Sassonia-Mölln-Bergedorf e Sassonia-Ratzeburg |  |
| Sassonia-Meiningen | 1681-1918: Ducato                                                                                                 | Provincia dell'Alta Sassonia        | PR     | 1680: Divisa da Sassonia-Gotha | |  |
| Sassonia-Meissen | Ducato | Provincia dell'Alta Sassonia        | PR     | 1485: Divisa da Sassonia-Wittenberg                                                                                               | 1547: Annessa alla Sassonia |  |
| Sassonia-Merseburg | Ducato | Provincia dell'Alta Sassonia        | PR     | 1656: Divisa dalla Sassonia | 1738: Annessa alla Sassonia |  |
| Sassonia-Saalfeld | Ducato | Provincia dell'Alta Sassonia        | PR     | 1680: Divisa da Sassonia-Gotha | 1699: Unita a formare la Sassonia-Coburg-Saalfeld |  |
| Sassonia-Weimar Granduca di Sassonia-Weimar-Eisenach, Langravio in Turingia, Margravio di Misnia, Conte Principesco di Henneberg, Signore di Blankenhayn, Neustadt e Tautenburg | 1572-1806 Ducatp 1815: Granducato                                                                                 | Provincia dell'Alta Sassonia        | PR     | 1553: Diviso dal Sassonia-Turingia                                                                                                | 1582: Consiglio dei Principi 1602: Divisa in se stesso e Sassonia-Altenburg 1640: Divisa in se stesso, Sassonia-Eisenach e Sassonia-Gotha 1672: Divisa in se stessa, Sassonia-Eisenach, Sassonia-Marksuhl, e Sassonia-Jena 1741: Unuione personale con union Sassonia-Weimar e Sassonia-Eisenach 1809: ai Sassonia-Weimar-Eisenach |  |
| Sassonia-Weimar-Eisenach Duca di Sassonia, Langravio in Turingia, Margravio di Meissen, Conte Principesco di Henneberg, Signore di Blankenhayn, Neustadt, Tautenburg, etc. | Ducato | Provincia dell'Alta Sassonia        | PR     | 1741: Creata dall'unione di Sassonia-Eisenach e Sassonia-Weimar                                                                   | |  |
| Sassonia-Weissenfels | Ducato | Provincia dell'Alta Sassonia        | PR     | 1656: Diviso dalla Sassonia | 1746: Annessa alla Sassonia |  |
| Sassonia-Wittenberg | Ducato 1356: Principe Elettore del Sacro Romano Impero                                                            | n/a                                 | EL     | 1260: Creata dalla Partizione del Ducato di Sassonia                                                                              | 1423: Unita con il Margraviato di Meißen a formare il Ducato di Sassonia 1582: Consiglio dei Principi |  |
| Sassonia | Ducato | n/a                                 |        | VIII sec. | 1260: Divisa in Sassonia-Wittenberg e Sassonia-Lauenburg |  |
| Sassonia | Ducato e poi Elettorato                                                                                           | Provincia dell'Alta Sassonia        | EL     | 1423: Creata dall'unione del Margraviato di Meißen e del Ducato di Sassonia-Wittenberg                                            | Divisa tra linea Ernestina e Albertina nel 1485 |  |
| Sayn | Contea | Provincia del Basso Reno            |        | | 1247: ai Conti di Sponheim 1294: Divisione in Sayn-Sayn e Sayn-Vallendar 1606: estinzione delle linee di Sayn, Hachenburg e Altenkirchen 1345: Matrimonio di Salentin di Sayn-Vallendar e Adelaide, erede di Contea di Wittgenstein 1605: Divisione in Sayn-Berlebrug, Sayn-Sayn e Sayn-Wittgenstein. |  |
| Sayn-Altenkirchen | Contea |                                     |        | | Ai Sassonia-Eisenach al Brandeburgo-Asbach alla Prussia |  |
| Sayn-Hachenburg | Contea |                                     |        | | ai Manderscheid-Blankenheim ai Kirchberg ai Nassau-Weilburg |  |
| Sayn-Sayn | |                                     |        | | 1648: Divisione in Sayn-Hachenburg e Sayn-Altenkirchen |  |
| Sayn-Wittgenstein-Berleburg Principe di Sayn-Wittgenstein-Berleburg, Signore di Vallendar e Neumagen | 1361: Contea 1792: Principato                                                                                     |                                     |        | | 1605: Divisione in Sayn-Wittgenstein-Berleburg e Sayn-Wittgenstein-Hohenstein 1806: Annessa all'Assia-Darmstadt 1806: Annessa alla Prussia |  |
| Sayn-Wittgenstein-Hachenburg | 1648: Contea |                                     |        | | 1623: Occupata dall'Arcivescovato di Colonia 1715: ai Burgravi di Kirchberg 1799: ai Conti di Nassau-Weilburg 1803: ai Sayn-Wittenstein-Berleburg al Granducato di Lussemburgo |  |
| Sayn-Wittgenstein-Hohenstein Principe di Sayn-Wittgenstein-Hohenstein | 1605: Contea 1801: Principe                                                                                       |                                     |        | | 1806: Annesso all'Assia-Darmstadt 1816: Annesso alla Prussia |  |
| Sayn-Wittgenstein-Sayn | |                                     |        | | 1846: Estinzione della linea |  |
| Sciaffusa | Abbazia del Sacro Romano Impero                                                                                   |                                     |        | | |  |
| Sciaffusa | 1190: Libera Città Imperiale                                                                                      | n/a                                 |        | 1190 | 1045: prima menzione di Sciaffusa con diritto di battere moneta 1049: all'Abbazia di Allerheiligen 1330: l'Imperatore assegna la città agli Asburgo 1415: Sciaffusa compra la sua indipendenza dagli Asburgo 1454: Alleanza con la Confederazione Svizzera 1501: Aderisce alla Confederazione Svizzera 1648: Lascia l'Impero |  |
| Schäsberg Schasberg | |                                     |        | | |  |
| Schaumburg Schauenburg | 1110: Contea 1619: Contea del Sacro Romano Impero                                                                 | Provincia del Basso Reno            | WE     | 1110 | Divisione in Schaumburg e Schaumburg-Lippe Divisa in 1640, con molti territori all'Assia-Kassel; la linea continua in Schaumburg-Lippe 1646: Schaumburg viene divisa in Contea di Pinneberg in Holstein data al Re di Danimarca; la Signoria di Bergen in Olanda viene venduta; la Signoria di Gemen in Vestfalia passa ai Conti di Limburg; e la Contea di Sternberg va a Lippe. |  |
| Schaumburg-Lippe Principe di Schaumburg-Lippe, Nobile Signore di Lippe, Conte di Schwalenberg e Sternberg, etc. | 1647: Contea del Sacro Romano Impero 1807: Principe di Schaumburg-Lippe                                           | Provincia del Basso Reno            | WE     | 1647: Precedentemente parte di Schaumburg                                                                                         | Area: 340 km²; Pop. (1800): c20 000 |  |
| Schaumburg-Rendsburg | Contea |                                     |        | 1290 | 1474: allo Schleswig-Holstein |  |
| Schaunberg | Signoria del Sacro Romano Impero Contea del Sacro Romano Impero                                                   |                                     |        | | 1559: Estinzione della linea |  |
| Scheer | Signoria 1785: Conte Principesco di Friedberg e Scheer                                                            |                                     |        | | ai Thurn und Taxis |  |
| Schellenberg | Signoria mediata (territorio)                                                                                     |                                     |        | | 1510: L'ultimo Barone di Brandis vende Vaduz e Schellenberg ai Conti di Sulz 1699: venduta al Liechtenstein |  |
| Schiers | Alta Giurisdizione                                                                                                |                                     |        | | |  |
| Schillingen | Signoria |                                     |        | | |  |
| Schleswig | 947: Vescovato |                                     |        | | |  |
| Schleswig Duca di Schleswig, Holstein, Stormarn, Ditmarshes, Lauenburg e Oldenburg | 1115: Ducato |                                     |        | 1058 | 1386: ai Conti di Holstein come feudo ereditario 1460: Schleswig e Holstein in unione personale con la Danimarca 1474: Divisi in Schleswig-Holstein |  |
| Schleswig-Holstein | Ducato |                                     |        | 1474: Creato da Holstein, Schleswig, e Schaumburg-Rendsburg                                                                       | 1581: Divisa in una "parte reale", col Re di Danimarca come Duca, e una "parte ducale", conosciuta come Schleswig-Holstein-Gottorp 1658: La corona danese rinuncia ai propri diritti sullo Schleswig 1773: al Regno di Danimarca 1866: alla Prussia |  |
| Schlettstadt Sélestat | Libera Città Imperiale                                                                                            | Provincia dell'Alto Reno            |        | | 1648: Annessa alla Francia |  |
| Schliengen | Signoria |                                     |        | | |  |
| Schlitz genannt von Görtz | 1116: Signoria 1677: Baronia del Sacro Romano Impero 1726: Contea del Sacro Romano Impero                         | Provincia di Franconia              | WT     | 1804: ai Conti di Wetterau | 1116: all'Abbazia di Fulda 1408: Rinominata Schlitz genannt von Görtz 1563: Acquisisce la Signoria di Pfarrstellen 1656: Ottiene l'indipendenza da Fulda 1806: All'Assia-Darmstadt |  |
| Schmalkalden | Signoria | Nessuna                             |        | | all'Abbazia di Fulda al Vescovato di Würzburg alla Turingia ai Conti di Henneberg aderisce al governo di Henneberg e Assia 1583: al Langravio d'Assia |  |
| Schönborn Schonborn | |                                     |        | | Acquisisce Reichelsberg |  |
| Schönburg Schonburg | 1700: Contea del Sacro Romano Impero 1790: Principato del Sacro Romano Impero                                     | Provincia dell'Alta Sassonia        |        | | 1100s; prima menzione di Schonburg 1569: Divisione in Basso Schonburg e Alto Schonburg 1700: l'Alto Schonburg diviene contea imperiale 1740: Sotto parziale governo dell'Elettorato di Sassonia<1790: l'Alto Schonburg si divide in Schonburg-Hartenstein e Schonburg-Waldenburg |  |
| Schönburg, Alto Schönburg | Contea | Provincia dell'Alta Sassonia        |        | 1569: Diviso da Schönburg | 1800: Diviso in Schönburg-Hartenstein e Schönburg-Waldenburg |  |
| Schönburg, Basso Schönburg | Contea | Provincia della Sassonia Superiore  | WT     | 1569: Divisa da Schönburg | Divisa in Schönburg-Hinterglauchau, Schönburg-Rochsburg e Schönburg-Wechselburg |  |
| Schönburg-Hartenstein | Principato | Provincia dell'Alta Sassonia        |        | 1800: Divisa in Alto Schönburg | |  |
| Schönburg-Hinterglauchau | Contea | Provincia dell'Alta Sassonia        |        | Divisa dal Basso Schönburg | |  |
| Schönburg-Rochsburg | Contea | Provincia dell'Alta Sassonia        |        | Divisa dal Basso Schönburg | |  |
| Schönburg-Waldenburg Principe, Conte e Signore di Schönburg, Conte e Signore di Glauchau e Waldenburg, etc. | Principato | Provincia dell'Alta Sassonia        |        | 1800: Diviso dall'Alto Schönburg                                                                                                  | |  |
| Schönburg-Wechselburg | Contea | Provincia dell'Alta Sassonia        |        | Divisa dal Basso Schönburg | |  |
| Schönstein Schonstein | Signoria |                                     |        | | |  |
| Schönthal Schonthal | Abbazia del Sacro Romano Impero                                                                                   |                                     |        | | |  |
| Schussenried | Abbazia del Sacro Romano Impero                                                                                   | Provincia Sveva                     |        | | 1793: Consiglio dei Principi |  |
| Schwabegg | Signoria del Sacro Romano Impero                                                                                  |                                     |        | | a Mindelheim |  |
| Schwäbisch Gmünd Schwabisch Gmund | Città Imperiale                                                                                                   | Provincia Sveva                     | SW     | c1250 | 1803: al Württemberg |  |
| Schwäbisch Hall Schwabisch Hall | 1280: Libera Città Imperiale                                                                                      | Provincia Sveva                     | SW     | 1280 | 1156: prima menzione di Schwabisch Hall in un trattato ai Conti di Comburg-Rothenburg c1116: Passata agli Hohenstaufen 1204: Schwabisch Hall raggiunge lo status di villaggio 1802: perde la propria indipendenza politica e territoriale 1803: al Württemberg |  |
| Schwäbisch Wörth | Libera Città Imperiale                                                                                            |                                     |        | | 1607/08: alla Baviera 1705-1714: Libera Città Imperiale |  |
| Schwalenberg | Contea |                                     |        | X sec. | 1137: Divisa in Pyrmont e Waldeck |  |
| Schwalenberg-Sternberg | Contea |                                     |        | 1613: Divisa da Lippe-Detmond | 1620: Riannessa a Lippe-Detmond |  |
| Schwarzburg Principe del Sacro Romano Impero di Schwarzburg, Conte di Hohenstein, Signore di Arnstadt, Sondershausen, Leutenberg, Lohra e Klettenberg | Contea<nr>1695: Principato del Sacro Romano Impero                                                                |                                     |        | 1195: Diviso da Käfernburg | 1160: Diviso in Schwarzburg e Kafernburg By 1184: Ottenuto da Schwarzburg, Blankenburg e Konigsee 1248: Acquisisce Sondershausen 1302: Annesso a Schwarzburg-Käfernburg 1306 e 1332: Ottiene la Signoria di Arnstadt 1340: Acquisisce Rudolstadt e Frankenhausen 1599: Divisione in Schwarzburg-Sondershausen e Schwarzburg-Rudolstadt 1754: Consiglio dei Principi |  |
| Schwarzburg-Arenstadt | Principato |                                     |        | 1721: Diviso da Schwarzburg-Sondershausen                                                                                         | 1651-1669 e 1681-1716: linee separate di Schwarzburg-Arnstadt 1762: Riannessi allo Schwarzburg-Sondershausen |  |
| Schwarzburg-Arnstadt | Contea |                                     |        | 1326: Divisa da Schwarzburg-Blankenburg 1642: Divisa da Schwarzburg-Sonderhsausen                                                 | Divisa molte volte 1583 e 1669: Annessa a Schwarzburg-Sondershausen |  |
| Schwarzburg-Blankenburg | Contea |                                     |        | 1231: Divisa da Schwarzburg | Estinta nel 1357 |  |
| Schwarzburg-Ebeleben | Contea 1681: Principato                                                                                           |                                     |        | 1642: Divisa da Schwarzburg-Sondershausen                                                                                         | 1681-1721: Riannessa a Schwarzburg-Sondershausen |  |
| Schwarzburg-Frankenhausen | Contea |                                     |        | 1552: Divisa da Schwarzburg-Arnstadt                                                                                              | 1597: Annessa a Schwarzburg-Rudolstadt |  |
| Schwarzburg-Käfernburg | Contea |                                     |        | 1195: Divisa da Käfernburg | 1385: Estinta |  |
| Schwarzburg-Keula | Principato |                                     |        | 1721: Divisa da Schwarzburg-Sondershausen                                                                                         | 1740: Riannessa a Schwarzburg-Sondershausen |  |
| Schwarzburg-Leutenberg | Contea |                                     |        | 1324: Divisa da Schwarzburg-Schwarzburg                                                                                           | 1564: Annessa a Schwarzburg-Arnstadt |  |
| Schwarzburg-Neustadt | Principato |                                     |        | 1721: Partitioned from Schwarzburg-Sondershausen                                                                                  | 1749: Re-annexed to Schwarzburg-Sondershausen |  |
| Schwarzburg-Rabenwald | County |                                     |        | 1231: Divisa da Schwarzburg | 1312: Annessa a Schwarzburg-Käfernburg |  |
| Schwarzburg-Rudolstadt Principe di Schwarzburg (-Rudolstadt), Conte di Hohenstein, Signore di Arnstadt, Sondershausen, Leutenberg, Blankenburg, etc | Contea 1697: Principato                                                                                           | Provincia dell'Alta Sassonia        | PR     | 1552: Divisa da Schwarzburg-Arnstadt                                                                                              | |  |
| Schwarzburg-Schwarzburg | Contea |                                     |        | 1274: Divisa da Schwarzburg-Blankenburg                                                                                           | 1316: Divisa in Schwarzburg-Leutenberg e Schwarzburg-Wachsenburg |  |
| Schwarzburg-Sondershausen Principe del Sacro Romano Impero di Schwarzburg-Sonderhausen, Conte di Hohenstein, Signore di Arnstadt, Sondershausen, Leutenberg | Contea 1697: Principato                                                                                           | Provincia dell'Alta Sassonia        | PR     | 1552: Divisa da Schwarzburg-Arnstadt                                                                                              | Divisa molte volte |  |
| Schwarzburg-Wachsenburg | Contea |                                     |        | 1324: Divisa da Schwarzburg-Schwarzburg                                                                                           | 1368: Annessa a Meißen |  |
| Schwarzen | Signoria |                                     |        | | |  |
| Schwarzenbach | Signoria |                                     |        | | |  |
| Schwarzenberg Principe del Sacro Romano Impero di Schwarzenberg, Langravio Principesco di Klettgau, Conte di Sulz, Duca di Krummau, Signore di Gimborn | Signoria 1429: Baronia 1566: Contea 1599: Contea Imperiale 1670: Principato Imperiale 1671: Langraviato Imperiale | Provincia di Franconia              |        | 1347 | 1500: Provincia di Franconia 1624: Estinta 1674: Consiglio dei Principi 1789: Divisa da Stephanswald-Franconia come Klingenberg |  |
| lo Schwarzgraviato | |                                     |        | 1333: Divisa dagli Hohenzollern                                                                                                   | 1412: Riannessa agli Hohenzollern |  |
| Schweidnitz | Principato |                                     |        | | |  |
| Schweinfurt | 1254: FLibero Vilalggio Imperiale                                                                                 | Provincia di Franconia              | SW     | 1282 | 791: prima menzione di Schweinfurt 1200s: ottiene lo status di villaggio 1386: Aderisce alla Lega delle Città Sveve 1500: Provincia di Franconia 1803: alla Baviera |  |
| Schweppenhausen | Signoria |                                     |        | | |  |
| Schwerin | Vescovato | Provincia della Bassa Sassonia      |        | 1165 | 1648: Secolarizzato come principato per il Meclemburgo-Schwerin |  |
| Schwerin | Principato | Provincia della Bassa Sassonia      |        | 1648: Secolarizzato dal Vescovato di Schwerin                                                                                     | al Meclemburgo-Schwerin |  |
| Schwerin | 1167: Contea |                                     |        | 1161 | 1167: Gunzel di Hagen viene infeudato di Schwerin da Enrico il Leone di Sassonia 1279: Divisione in Schwerin-Schwerin e -Scwerin-Wittenburg 1323: linea Schwerin-Boizenburg 1328: Ereditata dalla Contea di Tecklenburg per successione femminile 1343: il Mecleburgo ottiene i diritti ereditari 1344: si estingue la linea degli Schwerin-Schwerin 1349: estinzione della linea degli Schwerin-Wittenburg-Boizenburg 1358: estinzione della linea dei Conti di Schwerin; venduta al Mecleburgo |  |
| Schwyz | Valle Imperiale                                                                                                   |                                     |        | 1309: Divisa dagli Asburgo | 972: "Comunità di Liberi Contadini di Schwyz" 1173: agli Asburgo 1240: Schwyz si dichiara direttamente dipendente dall'Imperatore 1315: Membro originario della Confederazione Svizzera 1648: Lascia l'Impero come membro della Confederazione Svizzera 1798-1803: alla Repubblica Elvetica |  |
| Sélestat - vedi "Schlettstadt" | |                                     |        | | |  |
| Seckau | 1218: Vescovato 1218: Principato Vescovile del Sacro Romano Impero                                                | Aust                                |        | 1218 | |  |
| Segenberg | Signoria 1628: Contea del Sacro Romano Impero                                                                     |                                     |        | | Waldstein |  |
| Seinsheim | Signoria del Sacro Romano Impero                                                                                  | Provincia di Franconia              | FR     | Baronia della casa di Schwarzenberg                                                                                               | 1803: ai Conti di Franconia |  |
| Selz | Abbazia Imperiale                                                                                                 |                                     |        | | |  |
| Sickingen | Contea | Provincia Sveva                     |        | | |  |
| Siebenbürgen | Principato |                                     |        | | |  |
| Siegburg | Abbazia Imperiale                                                                                                 |                                     |        | | |  |
| Sigmaringen | |                                     |        | 1250 | 900s: costruzione del castello di Sigmaringen 1077: prima menzione dei Sigimaringin ?-1253: ai Conti di Peutengau-Hirschberg 1270: ai Conti di Montfort 1290: Venduto all'Austria 1325: ai Conti di Wurttemberg 1362: ai Conti di Werdenberg 1534: ai Conti di Hohenzollern |  |
| Sinzendorf Principe del Sacro Romano Impero di Sinzendorf e Thannhausen, Burgravio di Winterrieden, Barone di Ernstbrunn | 1648: Contea del Sacro Romano Impero 1803: Principato del Sacro Romano Impero                                     |                                     |        | | 1610: Barone del Sacro Romano Impero di Ernstbrunn 1653: ai Burgravi di Rheineck 1803: ai Burgravi di Winterrieden |  |
| Sinzendorf-Ernstbrunn | |                                     |        | | Acquisisce Rheineck |  |
| Sion (Francese) / Sitten (tedesco), in Svizzera | Vescovato |                                     |        | c775 | 999: i Vescovi erano anche Conti di Vallese 1648: Il Vallese con la Svizzera esce dall’Impero |  |
| Soest | Città Imperiale                                                                                                   | Provincia del Basso Reno            | RH     | | 1609: Annessa a Cleves |  |
| Söflingen Soflingen | Abbazia del Sacro Romano Impero                                                                                   | Provincia Sveva                     |        | | 1793: Consiglio dei Principi |  |
| Solms Conti di Solms, signori di Münzenberg, Wildenfels e Sonnenwalde | Contea | n/a                                 | n/a    | 1129 | 1258: Divisa in Solms-Braunfels e Solms-Burg-Solms |  |
| Solms-Alt-Puch | Contea | Provincia dell'Alto Reno            | WT     | 1688: Divisa da Solms-Sonnenwalde                                                                                                 | 1711: Divisa in se stessa, Solms-Kurzwitz, Solms-Rösa e Solms-Sonnenwalde nel 1711 1769: Annessa a Solms-Kurwitz |  |
| Solms-Assenheim | Contea | Provincia dell'Alto Reno            | WT     | 1632: Divisa da Solms-Baruth 1699, 1728: Divisa da Solms-Rödelheim-Assenheim                                                      | 1635, 1722, 1778: Annessa Solms-Rödelheim-Assenheim |  |
| Solms-Baruth | Contea | Provincia dell'Alto Reno            | WT     | 1600: Divisa da Solms-Laubach | 1622: Divisa in se stessa e Solms-Assenheim 1696: Divisa in se stessa, Solms-Baruth su Klitschdorf e Wehrau, Solms-Laubach, Solms-Utphe e Solms-Wildenfels |  |
| Solms-Baruth su Klitschdorf e Wehrau | Contea | n/a                                 | n/a    | 1696: Divisa da Solms-Baruth | |  |
| Solms-Braunfels Principe del Sacro Romano Impero di Solms, Signore di Braunfels, Grafenstein, Münzenberg, Wildenfels e Sonnenwalde Principe di Sacro Romano Impero Solms-Braunfels, Conte di Greifenstein, Lichtenstein e Hungen, Tecklenburg, Crichingen, Lingen, Signore di Münzenberg, Rheda, Wildenfels, Sonnenwalde, Püttlingen, Dortweiler e Beaucourt | Contea 1742: Principato                                                                                           | Provincia dell'Alto Reno            | WT     | 1258: Diviso da Solms | 1235: Divio in se stesso e Solms-Ottenstein 1409: Diviso in se stesso e Solms-Lich 1592: Diviso in se stesso, Solms-Greifenstein e Solms-Hungen |  |
| Solms-Burg-Solms | Contea | n/a                                 | n/a    | 1258: Diviso da Solms | 1415: Annessa a Solms-Braunfels |  |
| Solms-Greifenstein | Contea | Provincia dell'Alto Reno            |        | 1592: Divisa da Solms-Braunfels                                                                                                   | 1693: Annessa a Solms-Braunfels |  |
| Solms-Hohensolms | Contea | Provincia dell'Alto Reno            | WT     | 1562: Divisa da Solms-Lich | 1718: Annessa a Solms-Hohensolms-Lich |  |
| Solms-Hohensolms-Lich | Contea 1792: Principato                                                                                           | Provincia dell'Alto Reno            | WT     | 1718: Unione di Solms-Hohensolms e Solms-Lich                                                                                     | |  |
| Solms-Hungen | Contea |                                     |        | 1592: Divisa da Solms-Braunfels                                                                                                   | 1678: Annessa a Solms-Greifenstein |  |
| Solms-Kotiz | Contea |                                     |        | 1747: Partitioned from Solms-Kurwitz                                                                                              | |  |
| Solms-Kurwitz | Contea | Provincia dell'Alto Reno            | n/a    | 1711: Divisa da Solms-Alt-Puch | 1747: Divisa in se stessa e Solms-Kotiz |  |
| Solms-Laubach | Contea | Provincia dell'Alto Reno            | WT     | 1544: Divisa da Solms-Lich | 1561: Divisa in se stessa e Solms-Sonnenwalde 1607: Divisa in se stessa, Solms-Baruth e Solms-Rödelheim 1627: Divisa in se stessa e Solms-Sonnenwalde 1676: Annessa a Solms-Baruth 1696: Divisa da Solms-Baruth |  |
| Solms-Lich | Contea | Provincia dell'Alto Reno            | WT     | 1409: Divisa da Solms-Braunfels                                                                                                   | 1544: Divisa ins e stessa e Solms-Laubach Divisa in se stessa e Solms-Hohensolms 1718: Unita per formare Solms-Hohensolms-Lich |  |
| Solms-Ottenstein | Contea | n/a                                 | n/a    | 1325: Divisa da Solms-Braunfels                                                                                                   | 1424: Annessa a Solms-Braunfels |  |
| Solms-Rödelheim | Contea | Provincia dell'Alto Reno            | WT     | 1607: Divisa da Solms-Laubach 1699, 1728: Divisa da Solms-Rödelheim-Assenheim                                                     | 1635, 1722, 1778: Annessa a Solms-Rödelheim-Assenheim |  |
| Solms-Rödelheim-Assenheim | Contea | Provincia dell'Alto Reno            | WT     | 1635, 1722, 1778: Creata dall'unione di Solms-Assenheim e Solms-Rödelheim                                                         | 1699, 1728: Divisa di nuovo in Solms-Assenheim e Solms-Rödelheim |  |
| Solms-Rösa | Contea | Provincia dell'Alto Reno            | n/a    | 1711: Divisa da Solms-Alt-Puch | |  |
| Solms-Sachsenfeld | Contea | Provincia dell'Alto Reno            | n/a    | 1741: Divisa da Solms-Wildenfels                                                                                                  | |  |
| Solms-Sonnenwalde | Contea | Provincia dell'Alto Reno            | n/a    | 1561: Divisa da Solms-Laubach | 1615: Annessa a Solms-Laubach 1627: Divisa da Solms-Laubach 1688: Divisa in se stessa e Solms-Alt-Puch 1803: Annessa a Solms-Rösa |  |
| Solms-Utphe | Contea | Provincia dell'Alto Reno            | n/a    | 1696: Divisa da Solms-Baruth | 1762: Estinta |  |
| Solms-Wildenfels | Contea | Provincia dell'Alto Reno            | n/a    | 1696: Divisa da Solms-Baruth | 1741: Divisa in se stessa e Solms-Sachsenfeld |  |
| Soletta | 1218: Libera Città Imperiale                                                                                      |                                     |        | 1218 | 1355: Membro associato della Confederazione Svizzera; annessa a Berna 1481: Membro della Confederazione Svizzera 1648: Lascia l'Impero |  |
| Sonnenberg | 1463: Contea del Sacro Romano Impero                                                                              |                                     |        | | 1474: Ottenuta dall'Austria |  |
| Spira | vescovato | Provincia dell'Alto Reno            | EC     | 888 | 1793: Consiglio dei Principi 1803: Annessa al Baden |  |
| Spira | Città Imperiale                                                                                                   | Provincia dell'Alto Reno            | RH     | 1294 | 1792: Annessa alla Francia 1816: Annessa alla Baviera |  |
| Spoleto | Ducato in Italia                                                                                                  |                                     |        | VI sec. | 1201: allo Stato della Chiesa |  |
| Sponheim | Contea del Sacro Romano Impero                                                                                    |                                     |        | IX/X sec. | 1227: Diviso in Sponheim-Eberstein, Sponheim-Heinsberg, Sponheim-Kreuznach e Sponheim-Starkenburg |  |
| Sponheim-Bolanden | Contea |                                     |        | 1314: Divisa da Sponheim-Kreuznach                                                                                                | 1393: Annessa a Nassau-Dillenburg |  |
| Sponheim-Castellaun | Contea |                                     |        | 1291: Divisa da Sponheim-Kreuznach                                                                                                | 1340: Riannessa a Sponheim-Kreuznach |  |
| Sponheim-Eberstein | Contea |                                     |        | 1227: Divisa da Sponheim | 1263: Divisa tra Sponheim-Kreuznach e Sponheim-Starkenburg |  |
| Sponheim-Heinsberg | Contea |                                     |        | 1227: Divisa da Sponheim | 1258: Annessa a Sponheim-Eberstein |  |
| Sponheim-Kreuznach | Contea |                                     |        | 1227: Divisa da Sponheim | Divisa molte volte 1416: Divisa tra Baden e il Palatinato 1707: Tutta al Palatinato |  |
| Sponheim-Sayn | Contea |                                     |        | 1261: Divisa da Sponheim-Eberstein                                                                                                | 1283: Divisa in Sayn e Sayn-Homburg |  |
| Sponheim-Starkenburg | Contea |                                     |        | 1227: Divisa da Sponheim | 1444: Divisa tra Baden e il Palatinato 1776: Tutta al Palatinato |  |
| Stadion Conte del Sacro Romano Impero di Stadion-Stadion e Thannhausen | 1200s: Signoria Locale 1686: Baronia del Sacro Romano Impero 1705: Contea del Sacro Romano Impero                 |                                     |        | XII/XIII sec. | 1100s: la famiglia è menzionata per la prima volta 1392: Divisione della famiglia di Stadion nella linea Sveva e Alsaziana Acquired Thannhausen Acquisisce la Signoria di Waldhausen 1700: riunite le linee di Stadion 1708: Divisione in Stadion-Warthausen (estinta nel 1890) e Stadion-Thannhausen (estinta 1908) 1741: Divisa in Stadion-Thannhausen e Stadion-Warthausen Ereditata dai Conti di Schonborn-Buchheim |  |
| Stadion-Thannhausen Conti di Stadion-Stadion-Thannhausen | 1705: Contea del Sacro Romano Impero                                                                              |                                     |        | 1741: Divisa da Stadion | 1806: alla Baviera |  |
| Stadion-Warthausen Stadion-Waldhausen Conti di Stadion-Waldhausen e Thannhausen | 1705: Contea del Sacro Romano Impero                                                                              |                                     |        | 1741: Divisa da Stadion | 1806: all'Austria ed al Wurttemberg |  |
| Stargard | Ducato |                                     |        | | 1130: ai Duchi di Pomerania 1236: ai Margravi di Brandeburgo 1292: ai Principi di Mecleburgo 1352-1471: al Mecleburgo-Stargard 1348: Stato del Sacro Romano Impero |  |
| Starhemberg | 1679: Contea del Sacro Romano Impero (Personale) 1765: Principe del Sacro Romano Impero (Personale)               | n/a                                 | FR     | 1679 | 1100s: prima menzione della famiglia |  |
| Starhemberg-Schaumburg-Wachsenberg Principe di Starhemberg, Conte di Schaumburg-Wachsenberg, etc. | 1705: Principe del Sacro Romano Impero                                                                            |                                     |        | | Acquisisce la Contea di Schaumburg-Wachsenberg |  |
| Starkenburg | Signoria del Sacro Romano Impero                                                                                  |                                     |        | | 1237: a Sponheim |  |
| Starkenstein | Signoria |                                     |        | | |  |
| Stauf Ehrenfels | signoria del Sacro Romano Impero Contea del Sacro Romano Impero                                                   |                                     |        | | |  |
| Staufenberg | Signoria |                                     |        | | |  |
| Staufeneck | Signoria |                                     |        | 1432: Divisa da Staufeneck-Babenhausen                                                                                            | 1599: Annessa a Donzdorf |  |
| Staufeneck-Babenhausen | Signoria |                                     |        | 1351: Divisa da Aichen | 1432: Divisa in Babenhausen-Mindelheim-Cellmünz e Staufeneck |  |
| Stauffen | Signoria | Provincia Sveva                     |        | | |  |
| Stavelot Stablo | Abbazia | Provincia del Basso Reno            | EC     | | 650: viene costruito il chiostro di Stablo-Malmedy 1793: Consiglio dei Principi |  |
| Stein | Contea 1194: Rheingraviato                                                                                        |                                     |        | 1072 | 1268: Annessa al Reno |  |
| Stein am Rhein | Abbazia del Sacro Romano Impero                                                                                   |                                     |        | | |  |
| Stein zu Nassau | Signoria del Sacro Romano Impero                                                                                  |                                     |        | | |  |
| Steinfurt | c1129: Signoria 1495: Contea del Sacro Romano Impero                                                              | Provincia del Basso Reno            |        | c1129 | 1421: Annessa a Bentheim-Bentheim 1806: al Granducato di Berg 1810: alla Francia 1815: alla Prussia |  |
| Stephanswald | Baronia |                                     |        | 1437: Divisa da Schwarzenberg | 1529: Divisa tra Stephanswald-Franconia e Stephanswald-Liége |  |
| Stephanswald-Franconia | Baronia 1599: Contea 1670: Principato                                                                             |                                     |        | 1510: Divisa da Stephanswald | 1789: Divisa in Klingenberg (vedi Schwarzenberg) e Krumau |  |
| Stephanswald-Liége | Baronia |                                     |        | 1510: Divisa da Stephanswald | Estinta nel 1656 |  |
| Sternberg-Manderscheid | Contea (personale)                                                                                                | n/a                                 | WF     | | |  |
| Sternberg e Pyrmont | Contea |                                     |        | 1536: Divisa da Lippe | 1583: Divisa in Lippe-Detmond e Pyrmont |  |
| Sternberg-Schwalenberg | Contea |                                     |        | 1627: Divisa da Lippe-Detmond | 1736: Divisa in Lippe-Biesterfeld e Lippe-Weißenfeld |  |
| Sternstein Principe di Lobkowitz, Duca in Slesia at Sagan, Conte Principeco di Sternstein, Signore di Raudnitz | 1641: Contea Principesca del Sacro Romano Impero                                                                  | Provincia Bavarese                  |        | | 1500: Provincia Bavarese ai Lobkowitz |  |
| Stettino | Signoria |                                     |        | | |  |
| Stettenfels | Signoria |                                     |        | | |  |
| Stettino | Ducato |                                     |        | | |  |
| Stiria Steiermark | Ducato | Provincia Austriaca                 | n/a    | | 970: Margraviato 1180: Ducato 1192: Unita al Ducato d'Austria 1254: Sotto il controllo dell'Ungheria 1260: Sotto il controllo di Ottocaro di Boemia 1276: Diventa un possesso degli Asburgo 1379-1436 e 1564-1619: Una linea separata degli Asburgo governa in Stiria 1512: Provincia Austriaca 1582: consiglio dei Principi |  |
| Stolberg Conte di Stolberg, Königstein, Rochefort, Wernigerode e Hohenstein, Signore di Eppstein/Epstein, Munzenberg, Breuberg, Agimont, Lohra e Klettenberg | Contea | Provincia dell'Alta Sassonia        |        | 1210 | 1231: Divisa in Stolberg-Bockstädt e Stolberg-Stolberg 1429: Acquisisce la Contea di Wernigerode 1538: Divisa in Contea di Stolberg-Stolberg, Contea di Stolberg-Königstein, Contea di Stolberg-Rochefort, Contea di Stolberg-Wernigerode, Contea Stolberg-Schwarza 1738: Sotto parziale governo dell'Elettorato di Sassonia |  |
| Stolberg-Bockstädt | Contea |                                     |        | 1231: Divisa da Stolberg | 1346: Annessa a Stolberg-Stolberg |  |
| Stolberg-Gedern | 1710: Contea 1742: Principato                                                                                     |                                     |        | 1710: Divisa da Stolberg-Wernigerode                                                                                              | 1804: Riannessa a Stolberg-Wernigerode |  |
| Stolberg-Hohenstein | 1571: Contea |                                     |        | 1571: Divisa da Stolberg-Stolberg                                                                                                 | 1615: Riunita in Stolberg-Stolberg |  |
| Stolberg-Islenburg | Contea |                                     |        | 1672: Divisa da Stolberg-Wernigerode                                                                                              | 1710: Riannessa a Stolberg-Wernigerode |  |
| Stolberg-Königstein | 1538-1581: County                                                                                                 |                                     |        | 1538: Divisa da Stolberg-Stolberg                                                                                                 | 1581: Linea estinta; annessa ancora a Stolberg-Stolberg |  |
| Stolberg-Ortenberg | Contea |                                     |        | 1572: Divisa da Stolberg-Wernigerode                                                                                              | 1641: Divided between Stolberg-Stolberg and Stolberg-Wernigerode |  |
| Stolberg-Ortenberg | Contea |                                     |        | 1572: Divisa da Stolberg-Wernigerode 1669: Divisa da Stolberg-Stolberg                                                            | 1641: Divisa in Stolberg-Wernigerode e Stolberg-Stolberg 1684: a Stolerg-Stolberg 1704: Divisa in Stolberg-Rossla e Stolberg-Stolberg |  |
| Stolberg-Rochefort | 1538-1574: Contea                                                                                                 |                                     |        | 1538: Divisa da Stolberg-Stolberg                                                                                                 | 1574: Linea estinta; annessa a Löwenstein-Wertheim |  |
| Stolberg-Rossla | 1704: Contea di Stolberg-Rossla 1893: Principato di Stolberg-Rossla                                               |                                     |        | 1704: Divisa da Stolberg-Ortenberg 1730-1738: Sotto parziale governo della Sassonia 1803: al Regno di Sassonia 1815: alla Prussia | |  |
| Stolberg-Schwarza | 1538: Contea |                                     |        | 1538: Divisa da Stolberg-Stolberg 1677: Divisa da Stolberg-Wernigerode                                                            | 1638: Annessa a Stolberg-Wernigerode 1748: Annessa a Stolberg-Wernigerode |  |
| Stolberg-Stolberg | 1538: Contea 1893: Principato di Stolberg-Stolberg                                                                |                                     |        | 1231: Divisa da Stolberg | Divisa diverse volte 1631: Annessa a Stolberg-Wernigerode 1638: ricreata sulla partizione 1684: Annessa a Stolberg-Ortenburg 1704: Ricreata sulla partizione 1730-1738: Sotto governo parziale della Sassonia |  |
| Stolberg-Wernigerode | 1538: Contea di Stolberg-Wernigerode                                                                              |                                     |        | 1538: Divisa da Stolberg-Stolberg                                                                                                 | 1714: Sotto parziale governo della Prussia Divisa diverse volte, ma la contea continua. |  |
| Storkow | Signoria |                                     |        | | 1518: All'Abbazia di Lebus 1556: Margravio di Brandeburgo-Kustrin 1575: all'Elettore di Brandeburgo |  |
| Strasburgo | Vescovato | Provincia dell'Alto Reno            | EC     | 982 Autonomo dal 775 | 1681: Annesso alla Francia 1793: Consiglio dei Principi |  |
| Strasburgo | Strassburg 1262: Città Imperiale                                                                                  | n/a                                 |        | | 1681: Annessa alla Francia |  |
| Stühlingen Stuhlingen | Langraviato | Provincia Sveva                     |        | 1582: Divisa da Pappenheim | 1084: prima menzione del "comes de Stulingen" 1120: Rodolfo di Lenzburg è il primo Langravio di Stuhlingen (estinti nel 1172) 1172: ai Signori di Kussenberg (estinti nel 1250) 1251: ai Conti di Lupfen per eredità femminile 1251: ai Conti di Lupfen e Stuhlingen (estinti nel 1582) 1582: ai Signori di Pappenheim (estinti nel 1639), venduta Stuhlingen dall'Imperatore per 80 000 gulden 1603: i Pappenheim prendono possesso di Stuhlingen dopo essersi garantiti l'eredità 1605: Acquisisce la Signoria di Hewen 1639: Stuhlingen, Hewen e la Città di Engen ai Fürstenberg per eredità femminile 1806: al Granducato di Baden |  |
| Sulz | 1139: Signoria Contea                                                                                             |                                     |        | 1071 | 1252: Acquisita dai Signori di Geroldseck 1270-1472: ai Signori di Geroldseck Rodolfo dif Sulz acquisisce la Signoria di Rotenberg e Kriechingen e la Contea di Klettgau 1473: Acquisita dal Wurttemberg 1510: l'ultimo Barone di Brandis vende Vaduz e Schellenberg ai Conti di Sulz 1519-1534: Sulz passa ai Signori di Geroldseck 1534: al Wurttemberg 1572: Divisa in Klettgau e Sulz-Vaduz 1613: i COnti di Sulz vendono Vaduz e Schellenberg ai Conti di Hohenems |  |
| Sulz-Vaduz | Contea |                                     |        | 1572: Divisa da Sulz | 1616: Annessa a Weingarten |  |
| Sulzbach | Villaggio del Sacro Romano Impero                                                                                 |                                     |        | | |  |
| Sulzburg | Signoria 1522: Baronia 1673: Contea                                                                               |                                     |        | 1322: Divisa da Wolfstein | 1500: Provincia Bavarese 1740: Annessa alla Baviera |  |
| Sundgau -vedi Alta Alsazia | c900: Contea Langraviato                                                                                          |                                     |        | | 900: prima menzione della contea di Sundgau 1135: Langraviato di Sundgau agli Asburgo 1648: Venduta alla Francia |  |
| Svevia | Ducato |                                     |        | c911: Dal formale Ducato di Alemannia                                                                                             | 1079-1268: agli Hohenstaufens 1268: Discontinuo 1289-1313: Ristabilito per la casata d'Asburgo |  |
| Svevia | Landvogtei |                                     |        | | |  |
| Svevia Austriaca | Langraviato |                                     |        | | Consistente nelle città sul Danubio di Mengen, Munderkingen, Riedlingen, Saulgau e Waldsee (acquisite tra il 1282 ed il 1331), al Margraviato di Burgau (1302 - 1304), la Contea di Berg con Ehingen e Schelkingen (1346), la Contea di Hohenburg con Rottenburg (1381), la Contea di Nellenburg (1465) e la Prefettura provinciale di Svevia (1386 - 1541), Vorarlberg (XIV sec.), Brisgovia (1478) e Friburgo (1368; sede di governo dal 1651), la Prefettura provinciale di Ortenau (1551 - 1556) e la Contea di Tettnang (1780). 1512: Provincia Austriaca                                                                          |  |